# Imerina Imady
Imerina Imady is een plaats en commune in het centrum van Madagaskar, behorend tot het district Ambositra, dat gelegen is in de regio Amoron'i Mania. Tijdens een volkstelling in 2001 telde de plaats 12.785 inwoners.
De plaats biedt naast lager onderwijs ook middelbaar onderwijs aan. 85 % van de bevolking werkt als landbouwer en 5 % houdt zich bezig met veeteelt. De belangrijkste landbouwproducten zijn rijst en maniok; andere belangrijke producten zijn bonen, zoete aardappelen en aardappelen. Verder is 10% actief in de dienstensector.